# ميخائيل أوبراين (كاتب)
ميخائيل أوبراين هو كاتب مقالات ورسام وفنان وكاتب كندي، ولد في 1948 في أوتاوا في كندا.

## وصلات خارجية
- الموقع الرسمي